# Picromerus bidens
Espèce
Picromerus bidens est une espèce d'insectes du sous-ordre des hétéroptères (punaises) et de la sous-famille des Asopinae.

## Écologie
Picromerus bidens est une espèce prédatrice connue pour s'alimenter notamment sur les larves de coléoptères, lépidoptères et hyménoptères, ce qui en fait un potentiel agent de lutte biologique.

## Distribution
Picromerus bidens a une vaste aire de répartition couvrant l'ensemble de l'Europe, îles britanniques incluses, la Transcaucasie et la Russie d'Europe. En Orient, on la retrouve jusqu'en Corée et au Japon. Sa limite nord se situe autour de 67° de latitude. 
Cette espèce s'est introduite aux États-Unis et au Canada dès 1932, probablement via l'importation de produits horticoles. Elle occupe désormais le quart nord-est des États-Unis, du Michigan à la Pennsylvanie, et la moitié est du Canada, de l'Ontario jusqu'en Nouvelle-Écosse.

## Classification
L’espèce Picromerus bidens est décrite pour la première fois par le naturaliste suédois Carl von Linné en 1758 sous le protonyme Cimex bidens.

### Publication originale
- Publication originale : (la) Carolus Linnaeus, Systema Naturae per regna tria naturae, secundum classes, ordines, genera, species, cum characteribus, differentiis, synonymis, locis : Editio Decima, Reformata. Tomus I, Holmiæ (Stockholm): impensis direct. Laurentii Salvii, 1758, 824 p. (lire en ligne), p. 443